# 余黎青萍
余黎青萍，SBS，OBE（1941年8月20日—），前香港政府官員，「手袋黨」一員。

## 背景
余黎青萍早年在九龍城區成長，胞弟為黎青龍。她曾就讀一所私立中文小學（小一至小三），後轉讀拔萃小學（因英語能力不足而重讀小三年級），1952年再考入瑪利諾修院學校小學部入讀小四年級，1960年畢業於瑪利諾修院學校中五年級，於同年英文中學會考中考獲英文科「優」等，中文、中國歷史與文學、歷史、經濟、數學、生物以及化學科「良」等成績，1962年從該校讀至中七畢業後考入香港大學，並於1965年於主修英國文學畢業，同年6月加入香港政府任二級行政主任，後於1968年8月加入政務職系，並於1995年2月升任首長級甲級政務官。
余黎青萍在1971年調任油麻地民政主任，至1974年加入姬達執掌的廉政公署，出任特別助理，負責社區關係相關工作的籌劃，其後擔任首任社區關係處處長。她其後擔任的主要職務包括：
- 1980年：香港政府驻伦敦办事处助理专员
- 1984年至1989年：市政總署副署長
- 1989年至1990年：醫院事務署副署長
- 1990年至1993年：副衞生福利司
- 1993年至1994年：立法局議員辦事處秘書長
- 1994年至1996年：屋宇署署長
- 1996年至1998年：教育署署長
- 1998年11月至2000年2月：區域市政總署署長
- 2002年2月：規劃地政局檢討樓宇安全及預防性維修專責小組主管[9]

退休後，余黎青萍曾自2010年起出任瑪利諾修院學校小學部校監。

## 退休后的公共服務
余黎青萍退出公務員隊伍後轉任副申訴專員至2010年底。2017年，在行政長官選舉中為林鄭月娥擔任競選辦資深顧問。2019年，獲行政長官林鄭月娥委任為獨立監察警方處理投訴委員會成員。2019年9月7日，她在一個電台節目上聲稱警員不會無緣無故使用暴力，被民主黨議員尹兆堅及其母校瑪利諾修院學校的學生批評。

## 家庭
余黎青萍在家裏四姊弟中排行最大，肝臟專家黎青龍為其弟。

## 事件

### 反對成立調查委員會
在反對逃犯條例修訂草案運動期間，余黎青萍認為成立獨立調查委員會調查事件是不可行及不適時，又覺得警方不會「無端端」施行暴力。

### 批評香港小姐競選泳裝環節色情
2022年9月20日，余黎青萍在當日舉行的獨立監察警方處理投訴委員會例行會議中上討論「虐待兒童問題」時，曾質疑電視及電影的色情暴力元素泛濫，要求電檢處等相關部門跟進；她以無綫電視的香港小姐競選為例，參選佳麗所穿著的衣料是非常之少，亦不明白大會為何要佳麗們在有冷氣的房間內穿著三點式泳裝，還要回答如「曾志偉」般會瞪大眼晴的司儀所作之提問。對於上述言論，電視台在翌日發表聲明，表示有「個別人士」以指名道姓的方式對其高級行政人員作出惡意及不實指控，對此表示強烈譴責。
由於相關發言引起坊間議論，余黎青萍其後再發文表示警方在會議席上闡釋保護易受傷害證人的措施，但自己認為尚有電檢當局亦應與警方合作檢視影視指引，而其總結時亦已提出家長須關注子女情況。 9月22日，無綫娛樂新聞台報導事件，並翻查舊聞指余黎青萍早於1971年出任油麻地區民政主任時，已曾就無上裝酒吧於尖沙咀一帶冒起之現象表示「絕不感到半點憂慮」，並認為該等酒吧原為訪港之外地遊客而設，故沒有造成妨礙。 就此，無綫娛樂新聞台指黎氏當年言論與批評港姐泳裝色情的看法互相抵觸。

## 榮譽
- 銀紫荊星章（S.B.S.）（香港2016年度授勳及嘉獎名單；2016年7月1日）[23]
- 官守太平紳士（J.P.）（1985年8月23日－2002年）[24][25][26]